# Токсин, Василий Иванович
Васи́лий Ива́нович Токсин (29 декабря 1899, Яншихово-Норваши, Цивильский уезд, Казанская губерния — 30 января 1942, Котлас, Архангельская область, РСФСР, СССР) — советский государственный деятель, историк-марксист, журналист и публицист. Председатель Совета Народных Комиссаров Чувашской АССР (1932—1937).

## Биография
Национальность — чуваш.
Член РКП(б) с марта 1919 года. Работал сотрудником газеты «Канаш» («СОВЕТ»), состоял внештатным корреспондентом газеты «Правда» и Российского телеграфного агентства. Один из организаторов чувашской секции при Казанском губкоме РКСМ. В 1917—1919 годах, являясь учащимся Тетюшевской и Шихранской учительских семинарий, включился в общественно-политическую работу.
Участник Гражданской войны в 1919—1920 годах: заведующий чувашской секцией, начальник подотдела восточных народов в политотделе Запасной армии и Приволжского военного округа в г. Казань.
В 1921—24 годах учился в Коммунистическом университете в Москве. С 1924 года на партийной и советской работе в Чувашии: заведующий учебной частью и преподаватель советской партийной школы, заведующий отделами печати, культуры и пропаганды обкома ВКП(б), заместитель народного комиссара земледелия, нарком финансов ЧАССР.
В. И. Токсин в 1931 году избирался руководителем шахматно-шашечного сектора Всероссийского совета физической культуры.
С 1932 по 1937 год — в должности председателя Совета Народных Комиссаров Чувашской АССР.
С 1937 года — директор Чебоксарского кирпичного завода; в этой должности арестован 22 октября 1937 года. На момент ареста проживал в г. Чебоксары по адресу: ул. 15 лет комсомола, д. 12. 19 ноября 1939 года военным трибуналом ПриВО приговорён к расстрелу (Статья: 19 УК РСФСР, ст.58 п.7 УК РСФСР, ст.58 п.8 УК РСФСР, ст.58 п.11 УК РСФСР). Приговор: «подвергнуть высшей мере наказания — расстрелять.»
Определением Военной коллегии Верхсуда СССР от 20.05.1940 г.: «Приговор суда отменить и дело возвратить на новое рассмотрение.» Военным Трибуналом Приволжского военного округа от 13.02.1941 г.: «подвергнуть тюремному заключению сроком на 10 лет, с поражением политических прав на 5 лет. Начальным сроком исчисления наказания считать с 22 октября 1937 г. Определением Военной коллегии Верхсуда СССР от 13.05.1941 г. приговор суда оставить в силе».

## Реабилитация и память
Реабилитирован 8 апреля 1955 года, посмертно. Реабилитирующий орган: Пленумом Верхсуда СССР. Основания реабилитации: «Приговор Военного Трибунала ПРИВО и Определение Военной коллегии Верхсуда СССР в отношении Токсина В. И. отменить и уголовное дело о нем на основании п.5 ст.4 УПК РСФСР производством прекратить за отсутствием в его действиях состава преступления.»
Его именем названа улица в Ленинском административном районе Чебоксар.

## Семья
Брат А. И. Иванова, муж А. И. Токсиной.